# 叛爱游戏
《叛爱游戏》（羅馬化：Game Rak Torayod），改编自英国广播公司第一台（BBC One）的电视连续剧《福斯特医生》，由两位资深演员安妮·彤帕拉松（Anne）及阿南达·艾华灵汉（Ananda）与帕特里夏·德查诺·古德（Pat）领衔主演的泰国复仇家庭剧，预计2023年将在泰国第3电视台播出 。

## 演员阵容
- 安妮·彤帕拉松（Anne） 饰演 	Janepiccha Pattanakit（Jane），PHC医院的医生，Athin的前妻，Phat的妈妈。因偶然在围巾上发现一条不属于自己的头发而发现丈夫外遇的秘密。
- 阿南达·艾华灵汉（Ananda） 饰演 Athin，导演，Jane的前夫。离婚后与外遇对象Kate结婚，育有一女Ploy。
- 帕特里夏·德查诺·古德（Pat） 饰演 Kate，Athin的外遇对象，有钱有势。在Athin离婚后与其结婚，生下了Ploy。
- 拉皮彭·塔帕苏万（Bright） 饰演 Non
- 苏提拉·素维杰拉（Gee） 饰演 Tul
- 琳拉妮·斯莉彭（Joy） 饰演 Anna，Jane与Athin的好友，Chat的妻子。
- 恰约隆·西岚亚堤迪（Chai） 饰演 Chat，Jane与Athin的好友，Anna的丈夫。
- 莎顾恩塔娜·缇安派洛（Tonhorm） 饰演 Rose，医生，Jane与Athin的好友。
- 纳塔帕·宁吉拉瓦（Mac） 饰演 Phat，Jane与Athin的儿子，正处于叛逆期。在经历父母离婚、父亲再娶后成为Ploy同父异母的哥哥。
- 楠萌·苏提达查奈（Namnung） 饰演 Toey
- 玛琪达·苏缇坤芭妮（Maki） 饰演 Ploy，Athin与Kate的女儿，Phat同父异母的妹妹。
- 彭帕克·西里古尔（英语：Penpak Sirikul）（Tai） 饰演 Mintra，Athin的母亲，生患重病。
- Sakrat Ruekthamrong（英语：Sakrat Ruekthamrong） 饰演 Bunya
- 甘猜·甘得普洛伊（Num）饰演 自己（客串）
- รัชย์อาภาเอก ตันศิริวัลลภ（客串）

## 劇集迴響

### 泰國電視收視
- 收視最低的集數以藍色表示，收視最高的集數以紅色表示，而空格則表示該集的收視沒有相關數據。

| 集數 No.   | 播放日期       | 播放時段 (UTC+07:00) | 平均收視率 | 來源  |
| ---------- | -------------- | -------------------- | ---------- | ----- |
| 1          | 2023年8月23日  | 星期三 20:30         | 2.25       | [ 8 ] |
| 2          | 2023年8月24日  | 星期四 20:30         | 2.26       | [ 8 ] |
| 3          | 2023年8月30日  | 星期三 20:30         | 3.07       | [ 8 ] |
| 4          | 2023年8月31日  | 星期四 20:30         | 3.09       | [ 8 ] |
| 5          | 2023年9月6日   | 星期三 20:30         | 3.18       | [ 8 ] |
| 6          | 2023年9月7日   | 星期四 20:30         | 3.48       | [ 8 ] |
| 7          | 2023年9月13日  | 星期三 20:30         | 3.79       | [ 8 ] |
| 8          | 2023年9月14日  | 星期四 20:30         | 3.41       | [ 8 ] |
| 9          | 2023年9月20日  | 星期三 20:30         | 3.70       | [ 8 ] |
| 10         | 2023年9月21日  | 星期四 20:30         | 4.06       | [ 8 ] |
| 11         | 2023年9月27日  | 星期三 20:30         | 3.90       | [ 8 ] |
| 12         | 2023年9月28日  | 星期四 20:30         | 3.77       | [ 8 ] |
| 13         | 2023年10月4日  | 星期三 20:30         | 4.10       | [ 8 ] |
| 14         | 2023年10月5日  | 星期四 20:30         | 4.20       | [ 8 ] |
| 15         | 2023年10月11日 | 星期三 20:30         | 4.56       | [ 8 ] |
| 16         | 2023年10月12日 | 星期四 20:30         | 5.85       | [ 8 ] |
| 平均收視率 | 平均收視率     | 平均收視率           | 3.67       | 1     |

^1  基於每集的平均觀眾份額。

## 電視節目的變遷
| 泰國第3電視台 八點檔                           | 泰國第3電視台 八點檔                                 | 泰國第3電視台 八點檔 |
| ---------------------------------------------- | ---------------------------------------------------- | -------------------- |
|                                                | 叛愛遊戲 เกมรักทรยศ （2023年8月23日－2023年10月12日） |                      |
| 黑色貞潔：復仇 （2023年6月7日－2023年8月17日） | —                                                    |                      |